# Montigny-sur-Chiers
Montigny-sur-Chiers ist eine französische Gemeinde mit 479 Einwohnern (Stand: 1. Januar 2022) im Département Meurthe-et-Moselle in der Region Grand Est (bis 2015 Lothringen). Sie gehört zum Arrondissement Val-de-Briey und ist Mitglied im Gemeindeverband Communauté de communes Terre Lorraine du Longuyonnais. 
Zur Gemeinde gehört die Ortschaft Fermont.

## Geografie
Montigny-sur-Chiers liegt etwa 80 Kilometer nordwestlich von Metz an der Chiers. Nachbargemeinden von Montigny-sur-Chiers sind Fresnois-la-Montagne im Norden, Villers-la-Chèvre im Nordosten, Cons-la-Grandville im Nordosten und Osten, Ugny im Osten und Südosten, Beuveille im Süden sowie Viviers-sur-Chiers im Südwesten und Westen.

## Bevölkerungsentwicklung
| Jahr                       | 1962 | 1968 | 1975 | 1982 | 1990 | 1999 | 2006 | 2019 |
| Einwohner                  | 665  | 622  | 574  | 511  | 507  | 443  | 465  | 473  |
| Quellen: Cassini und INSEE |      |      |      |      |      |      |      |      |

## Sport
Im Jahr 2022 führte 6. Etappe der 109. Austragung die Tour de France durch Montigny-sur-Chiers. Auf der Rue de Juminel (D17) wurde mit der Côte de Montigny-sur-Chiers (297 m) eine Bergwertung der 4. Kategorie abgenommen. Sieger der Bergwertung war der Belgier Wout van Aert.

## Sehenswürdigkeiten
- Pfarrkirche Saint-Denys mit Ursprüngen aus dem 13. Jahrhundert, Langhaus und Glockenturm sind Neubauten aus dem ausgehenden 19. Jahrhundert
- Pfarrkirche Saint-Privat in Fermont aus dem Jahre 1734
- Kapelle in La Roche
- Burg Fermont

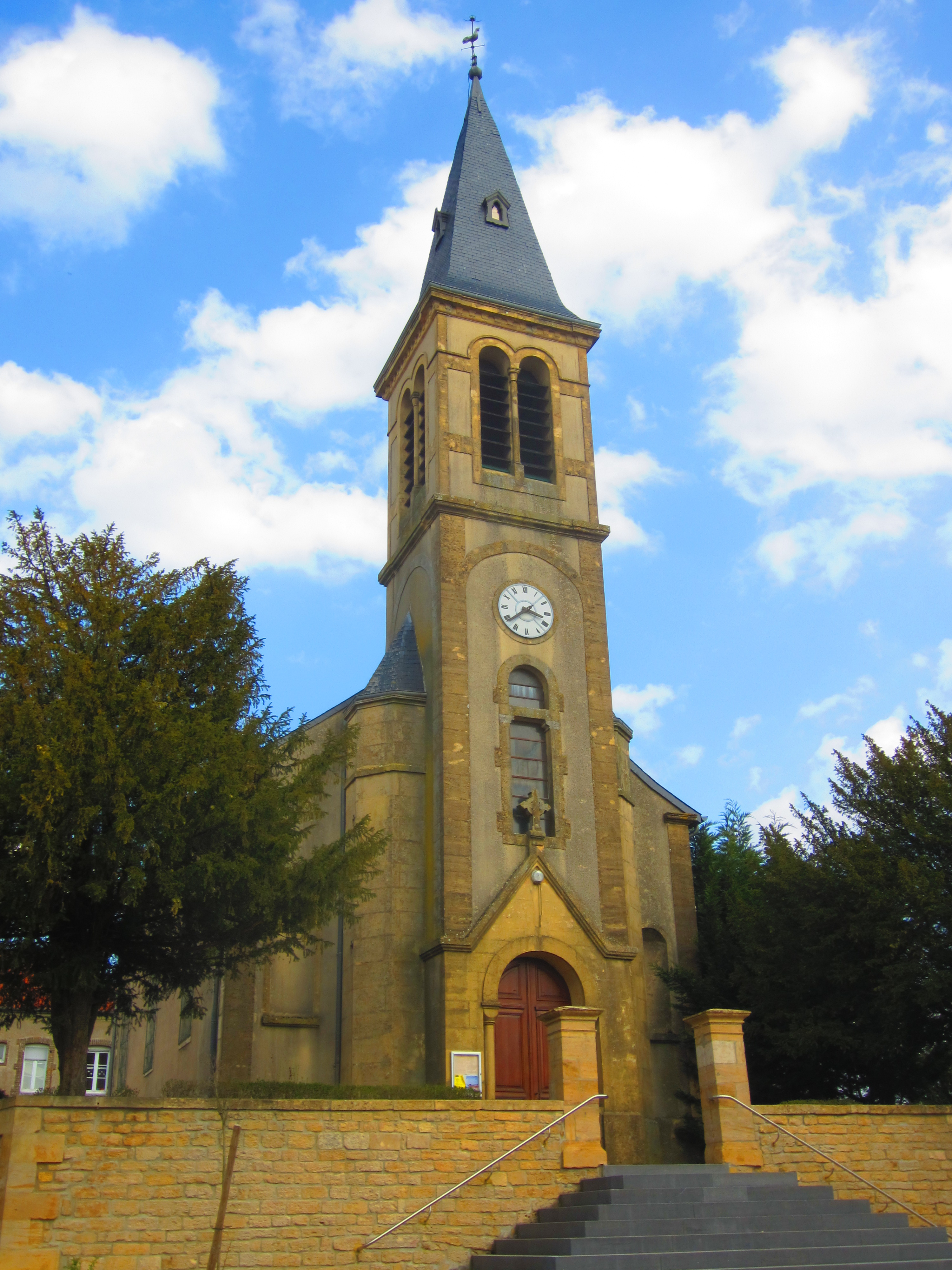
Pfarrkirche Saint-Denys
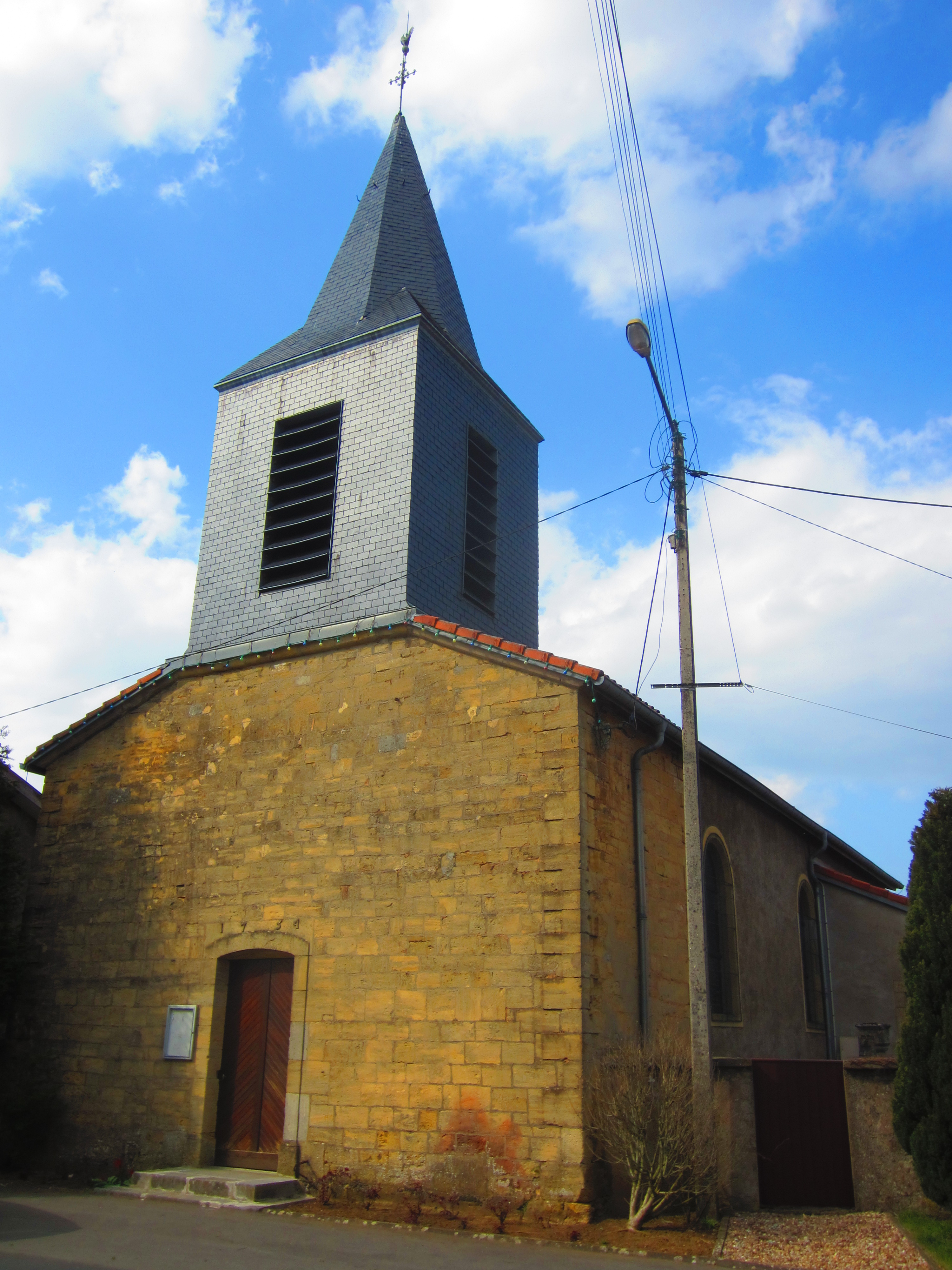
Pfarrkirche Saint-Privat
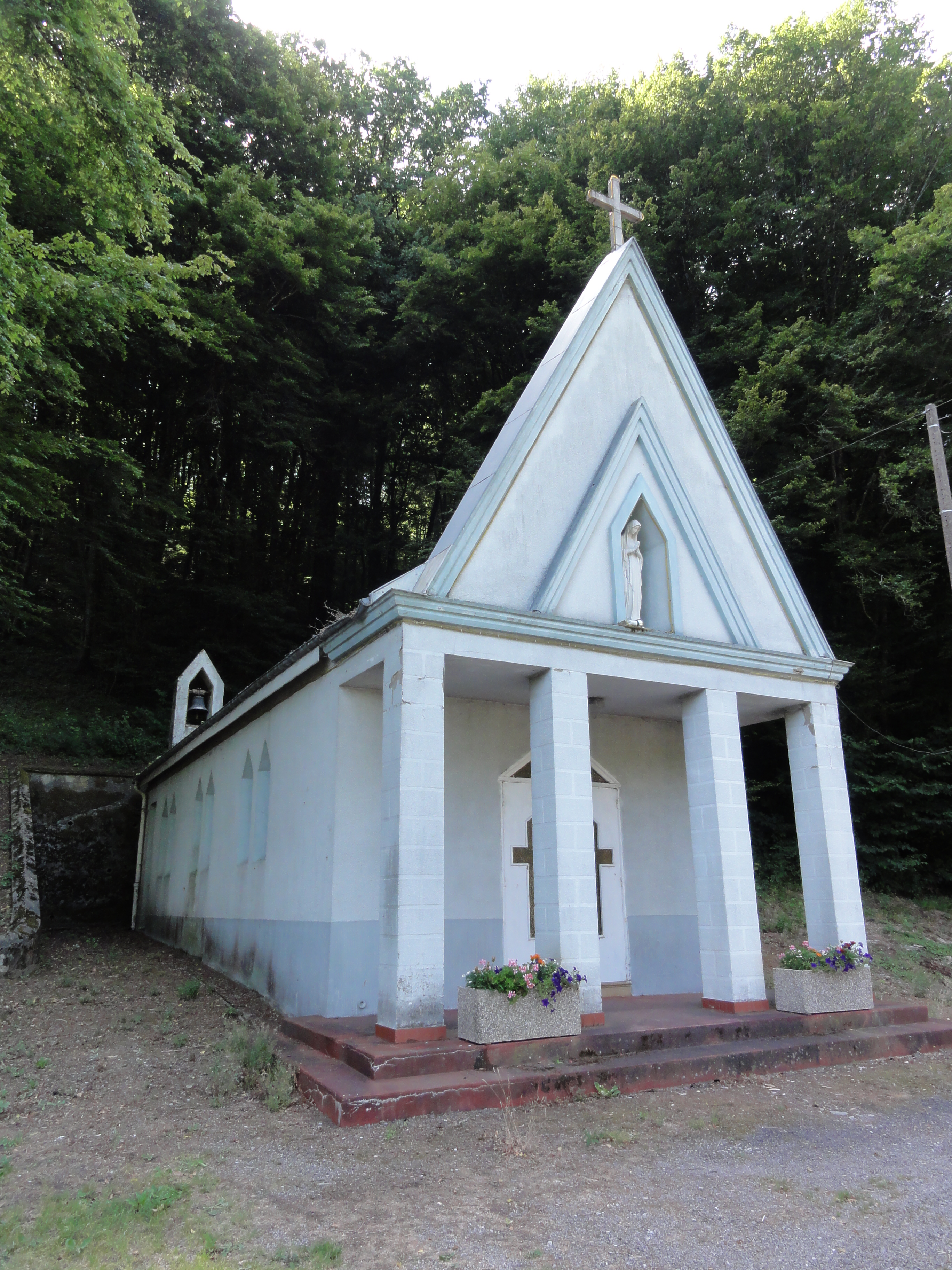
Kapelle in La Roche